# Akineta
Akineta či též arthrospora je nepohyblivé klidové stadium (spora) u sinic a řas, v určitém smyslu i u hub. Mohou přežívat až několik desítek let v životaschopném stavu.

## Akineta sinic
Akineta je u sinic na první pohled odlišná od ostatních buněk ve vlákně. Má ztlustlou buněčnou stěnu a odlišný tvar. V akinetě sinice přežívají nepříznivá období. Vznikají buď z jedné vegetativní buňky, případně splynutím několika takových.